# Unterseeboot 270
Le Unterseeboot 270 (ou U-270) est un sous-marin allemand (U-Boot) de type VII.C utilisé par la Kriegsmarine (marine de guerre allemande) pendant la Seconde Guerre mondiale.

## Historique
Mis en service le 5 septembre 1942, l'Unterseeboot 270 reçoit sa formation de base à Danzig au sein de la 8. Unterseebootsflottille jusqu'au 31 mars 1943, puis l'U-270 intègre sa formation de combat à la base sous-marine de Saint-Nazaire avec la 6. Unterseebootsflottille, base qu'il n'atteindra jamais.
L'Unterseeboot 270 effectue dix patrouilles dans lesquelles il endommage de manière définitive un navire de guerre ennemi de 1 370 tonnes au cours des 148 jours en mer.
Il réalise sa première patrouille, quittant le port de Kiel le 23 mars 1943 sous les ordres de l'Oberleutnant zur See Paul-Friedrich Otto. Après 54 jours en mer, il arrive à la base sous-marine de Saint-Nazaire le 15 mai 1943.
Lors de sa troisième patrouille, le 22 septembre 1943, la coque pressurisée de l'U-270 est fissurée par des charges de profondeur lors de l'attaque des convois ONS-18/ON-202 menée par leurs escortes dans l'Atlantique, ce qui oblige l'U-Boot à retourner à sa base.
Le 6 janvier 1944 à 19 h 11, au cours de sa quatrième patrouille, au nord nord-est des Açores, l'U-270 est attaqué par un bombardier Boeing B-17 Flying Fortress britannique FA705 (RAF Squadron 206/U). La forteresse volante fait deux séries de tirs au canon. Lors d'une troisième passe, il largue quatre grenades sous-marines, son moteur tribord intérieur est touché par la défense anti-aérienne de l'U-Boot et l'avion s'écrase en mer, tuant les huit aviateurs membres d'équipage. L'U-270 est touché par les détonations, endommageant tous les tubes lance-torpilles de proue, ainsi que le sonar et les batteries, le contraignant à abandonner la patrouille.
Le 19 avril 1944, l'Oberleutnant zur See Paul-Friedrich Otto est décoré de la Croix allemande en Or.

Le 1er juin 1944, il est promu au grade de Kapitänleutnant.
Au cours de sa cinquième patrouille, le 13 juin 1944, dans le Golfe de Gascogne, au sud de Brest, l'U-270 subit une attaque aérienne et abat un bombardier Boeing B-17 Flying Fortress britannique (RAF Squadron 53/C) sans être endommagé, alors qu'il revenait vers sa base après avoir été gravement endommagé par un Vickers Wellington britannique (RAF Squadron 172/Y).
L'U-270 quitte pour sa sixième patrouille la base sous-marine de Lorient le 10 août 1944 sous les ordres de l'Oberleutnant zur See Heinrich Schreiber. Après quatre jours en mer, l'U-270 est coulé le 13 août 1944 à 0 h 10 dans le Golfe de Gascogne à l'ouest de La Rochelle à la position géographique de 47° 03′ N, 5° 56′ O par des charges de profondeur lancées d'un bombardier Short S.25 Sunderland australien (RAAF Squadron 461/A). 
Les 71 membres d'équipage décèdent dans cette attaque. Le nombre exceptionnellement élevé de membres d'équipage provient de la présence de spécialistes et de personnel du chantier naval alors à bord lors de cette attaque.

## Affectations successives
- 8. Unterseebootsflottille à Danzig du 5 septembre 1942 au 31 mars 1943 (entrainement)
- 6. Unterseebootsflottille à Saint-Nazaire du 1er avril 1943 au 13 août 1944 (service actif)

## Commandement
- Oberleutnant zur See, puis Kapitänleutnant Paul-Friedrich Otto du 5 septembre au 15 juillet 1944
- Oberleutnant zur See Heinrich Schreiber du 16 juillet au 13 août 1944

## Patrouilles
|       | Commandant                 | Départ           | Départ        | Arrivée         | Arrivée       | Jours     | Succès  |
| ----- | -------------------------- | ---------------- | ------------- | --------------- | ------------- | --------- | ------- |
| 1     | Oblt. Paul-Friedrich Otto  | 23 mars 1943     | Kiel          | 15 mai 1943     | Saint-Nazaire | 54 jours  |         |
| 2     | Oblt. Paul-Friedrich Otto  | 26 juin 1943     | Saint-Nazaire | 2 juillet 1943  | Saint-Nazaire | 7 jours   |         |
|       | Oblt. Paul-Friedrich Otto  | 24 juillet 1943  | Saint-Nazaire | 25 juillet 1943 | Saint-Nazaire | 2 jours   |         |
| 3     | Oblt. Paul-Friedrich Otto  | 7 septembre 1943 | Saint-Nazaire | 6 octobre 1943  | Saint-Nazaire | 30 jours  | 1 370   |
| 4     | Oblt. Paul-Friedrich Otto  | 8 décembre 1943  | Saint-Nazaire | 17 janvier 1944 | Saint-Nazaire | 41 jours  |         |
| 5     | Kptlt. Paul-Friedrich Otto | 6 juin 1944      | Saint-Nazaire | 17 juin 1944    | Lorient       | 42 jours  |         |
| 6     | Oblt. Heinrich Schreiber   | 10 août 1944     | Lorient       | 13 août 1944    | Coulé         | 4 jours   |         |
| Total | Total                      | Total            | Total         | Total           | Total         | 150 jours | 1 370 t |

Note : Oblt. = Oberleutnant zur See - Kptlt.  = Kapitänleutnant 

### Opérations Wolfpack
L'U-270 a opéré avec les Wolfpacks (meute de loups) durant sa carrière opérationnelle:
1. Löwenherz (4 avril 1943 - 10 avril 1943)
2. Lerche (10 avril 1943 - 16 avril 1943)
3. Specht (21 avril 1943 - 4 mai 1943)
4. Fink (4 mai 1943 - 5 mai 1943)
5. Leuthen (15 septembre 1943 - 23 septembre 1943)
6. Borkum (18 décembre 1943 - 3 janvier 1944)
7. Borkum 1 (3 janvier 1944 - 6 janvier 1944)

## Navires coulés
L'Unterseeboot 270 a endommagé de manière définitive un navire de guerre ennemi de 1 370 tonnes au cours des six patrouilles (148 jours en mer) qu'il effectua.
| Date              | Nom du navire     | Nationalité | Convoi | Tonnage | Fait                     |
| ----------------- | ----------------- | ----------- | ------ | ------- | ------------------------ |
| 20 septembre 1943 | HMS Lagan (K 259) | Royaume-Uni | ON-202 | 1 370   | Endommagé définitivement |

### Source et bibliographie
- (en) Cet article est partiellement ou en totalité issu de l’article de Wikipédia en anglais intitulé « German submarine U-270 » (voir la liste des auteurs).
- Chris Bishop, historien militaire (trad. de l'anglais par Christian Muguet), Les sous-marins de la Kriegsmarine : 1939-1945 : le guide d'identification des sous-marins [« The spellmount submarine identification guide : Kriegsmarine U-boats 1939-1945 »], Paris, Éd. de Lodi, 2008, 192 p. (ISBN 978-2-84690-327-1, OCLC 470721805, BNF 41298980)